# Clodomir Millet
Clodomir Teixeira Millet (Codó, 17 de agosto de 1913 — Rio de Janeiro, 16 de janeiro de 1988), foi um médico, professor jornalista e empresário e político brasileiro que representou o Maranhão durante vinte e quatro anos no Congresso Nacional.

## Dados biográficos
Filho do imigrante libanês Naja José Milet e Rosalina Teixeira Milet, estudou em Codó, Coroatá e São Luís antes de sua mudança para Salvador onde formou-se médico na Faculdade de Medicina da Universidade Federal da Bahia em 1936. Antes de voltar à capital maranhense como clínico geral e cardiologista, foi como assistente de Clementino Fraga. Presidente da Sociedade de Medicina e Cirurgia do Maranhão, foi professor de Clínica Médica na Faculdade de Medicina da Universidade Federal do Maranhão. Diretor da Associação Comercial do Maranhão, foi presidente e diretor industrial da Companhia de Desenvolvimento do Rio Anil e também um dos fundadores e diretor-presidente da Rio Anil Plásticos.
Trabalhou nos jornais O Combate, Jornal do Povo e foi diretor do Jornal do Dia, estreando na política sob a legenda do PR em oposição a Vitorino Freire e foi suplente de deputado federal em 1945. Quatro anos depois foi convidado pelo governador de São Paulo, Ademar de Barros, para estruturar o PSP em solo maranhense. Em sua nova legenda foi eleito deputado federal em 1950, 1954 e 1958. Durante seu mandato apregoou a necessidade de uma revisão eleitoral no Maranhão, argumentando fraudes como o uso do nome de eleitores mortos para aumentar a votação de certos candidatos. Derrotado ao disputar o governo estadual em 1960, sustentou uma "dupla candidatura" em 1962, mas foi derrotado como postulante a senador e amargou uma suplência como candidato a deputado federal. Efetivado à 4 de maio de 1963 em razão do falecimento de Miguel Bahury num acidente aéreo, Clodomir Millet ingressou na ARENA em apoio ao Regime Militar de 1964 e teve recompensada sua luta contra as fraudes no ano seguinte graças ao novo Código Eleitoral.
Convidado pelo presidente Castelo Branco a candidatar-se ao governo do Maranhão em 1965, recusou a oferta e com isso abriu caminho para a vitória de José Sarney. Eleito senador por uma sublegenda da ARENA em 1966, afastou-se da política ao fim do mandato, mas em 1985 aceitou o convite do presidente José Sarney para comandar a Companhia Usinas Nacionais, cargo que ocupava quando de sua morte.
Faleceu em 1988 em decorrência de uma embolia pulmonar. Deixou a viúva Maria Simone Barreira Millet e os filhos Maria da Graça Millet Pereira, Evandro Barreira Millet, Paulo Barreira Millet e Maria Lúcia Barreira Millet.

## Obras publicadas
- O ensino da terapêutica na Faculdade de Medicina da Bahia, 1935
- Sopro circular e sopro córnico, 1937
- Um novo tratamento para a epilepsia, 1938
- Paludismo e supra-renais, 1939
- A insuficiência hepática, 1941
- Gardiose biliar, 1941
- A alimentação no Norte do Brasil, 1945.

## Cronologia
- 17 de agosto de 1913 – Nasce em Codó (MA), filho de Naja José Milet e Rosalina Teixeira Milet, imigrantes libaneses estabelecidos no Maranhão.
- Década de 1920– Estuda em Codó, Coroatá e São Luís; conclui o ginasial no Instituto Viveiros e o curso secundário em São Luís.[12]
- 1936 – Forma-se médico pela Faculdade de Medicina da Bahia (UFBA), atuando como assistente de Clementino Fraga antes de retornar a São Luís.
- Final dos anos 1930 – Clínica geral e cardiologista em São Luís; presidente da Sociedade de Medicina e Cirurgia do Maranhão e professor de Clínica Médica na UFMA.[13]
- 1945– Atua como suplente de deputado federal pelo Partido Republicano, integrando comissões de Saúde Pública na Câmara dos Deputados.[14]
- 1950, 1954 e 1958 – Eleito deputado federal pelo PSP, representando o Maranhão em Brasília; defende revisão eleitoral e combate a fraudes no estado.
- 4 de maio de 1963 – Assume vaga de deputado federal após morte de Miguel Antônio Bahury em acidente aéreo, retomando comissões de legislação eleitoral.
- 1964–1965 – Filia-se à ARENA e apoia o novo Código Eleitoral (Lei nº 4.680/1965), fruto de sua campanha contra fraudes.[15]
- 1966 – Eleito senador pelo Maranhão em sublegenda da ARENA; participa das comissões de Constituição e de Reforma Administrativa até 1975.[16]
- 1985 – Convidado por José Sarney para presidir a Companhia Usinas Nacionais, cargo que exerce até 1988.[17]
- 16 de janeiro de 1988 – Falece no Rio de Janeiro por embolia pulmonar; velório no Cemitério São João Batista é prestigiado por colegas de Parlamento e familiares.[18]